# Renault 5

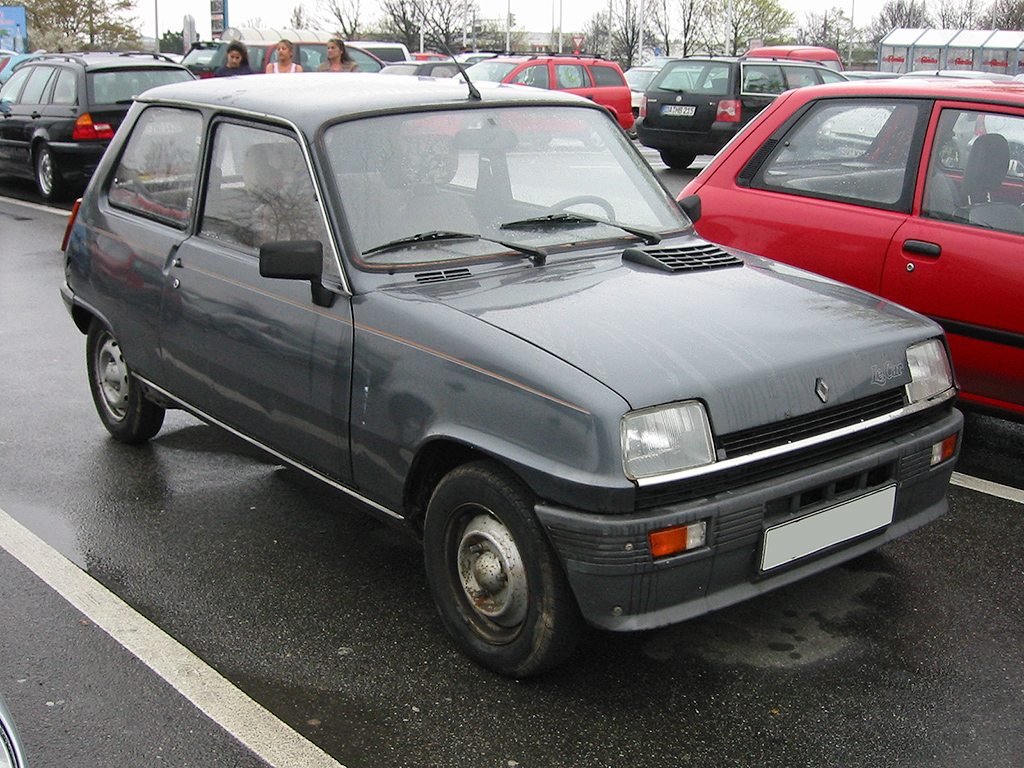
Renault 5 Typ 1 1972 - 1985

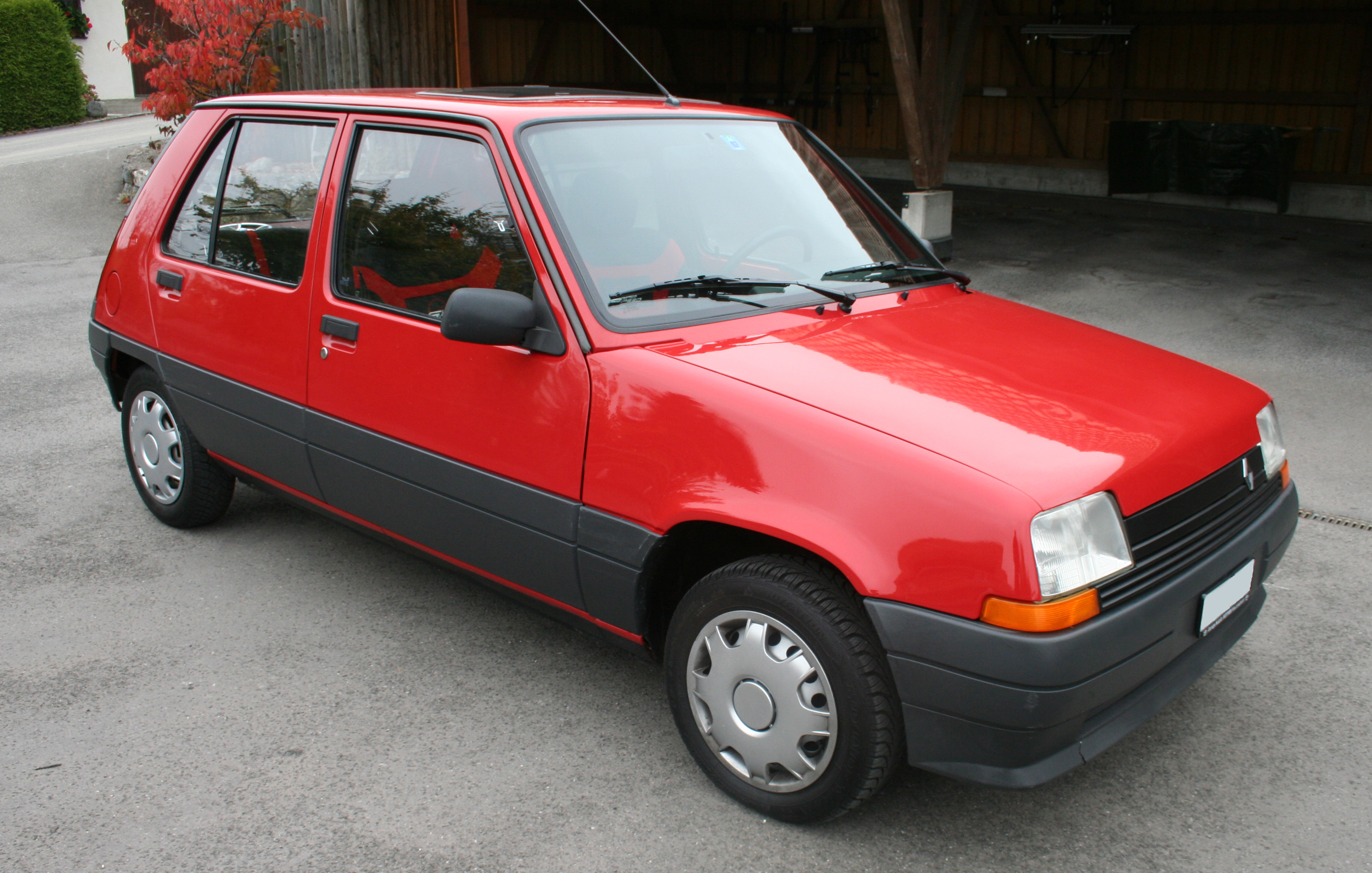
Renault 5 Typ 2 1985 - 1996

Renault 5 är en framhjulsdriven småbil ifrån franska Renault. Bilen presenterades hösten 1971 och var världens första bil med plaststötfångare både bak och fram (tidigare hade Renault 15 och 17 bara stötfångarna bak i plast).
Man tillverkade modeller med motorer från 40 hk upp till 160 hk (Renault 5 Turbo)
Två generationer av bilen tillverkades. Den första som årsmodell 1972-1985 och den andra som årsmodell 1985-1996. Bilen har sedan licenstillverkats under annat namn i Iran. Efter nästan 30 års uppehåll kom sedan 2024 en ny Renault 5, nu som elbil, men utformad som en retrobil med delar av designen hämtad från de ursprungliga modellerna. 
I Nordamerika såldes Renault 5 av American Motors Corporation under namnet Le Car åren 1976-1984.
Renault 5 såldes i Sverige via Volvohandlarna, och var under många år den enda Renault-modell som importerades. Det berodde på att Volvo ville få tillgång till en småbil för att bredda sitt sortiment, men inte importera modeller som konkurrerade med deras egna.

## Första generationen
Bilen introducerades som 1972 års modell som en tredörrars småbil med halvkombilucka. Motor, transmission och delar av mekaniken ärvdes från Renault 4. Det innebar längsplacerad motor med växellådan framför motorn och framhjulsdrift. De första årsmodellerna hade samma typ av växelkrycka som Renault 4 och Citroën 2CV. Växelspaken var då kopplad via en stång som löpte ovanför motorn och ner till växellådan i framkanten av motorpaketet. Det ändrades senare till en vanlig golvmonterad spak som använde vajrar för att styra växellådan. Motoralternativen som erbjöds var från 845-1397 cc och de större motorerna var lånade från Renault 8 och Renault 12. Den starkaste motorn satt i TS-versionen som marknadsfördes som "Stålmusen". 
Renault 5 hade ett modernare utseende än systermodellen Renault 4L, som var lite mer udda och extrem, men mer praktisk. Den tilltalade lite yngre köpare som ville ha en smidig bil för stadstrafik, och med de större motorer som kom senare blev den också betydligt piggare. 
Precis som andra Renault-modeller från den här tiden hade 5:an torsionsfjädring bak, med torsionsstavar som gick parallellt med varandra framför bakaxeln. Det gjorde att bakhjulen var förskjutna i längsled, och hjulbasen olika på bilens vänstra och högra sida. En annan egenhet var avsaknaden av dörrhandtag. Det fanns bara ett urtag i B-stolpen för att få grepp om dörrkanten och en knapp för att öppna.
För att förbättra innerutrymmena placerades reservhjulet under motorhuven, där det var ganska gott om plats ovanpå och bredvid den längsplacerade motorn. En femdörrars version introducerades 1980, som lånade dörrarna från Renault 7, en sedanversion av Renault 5 som tillverkades i Spanien.
Modeller:
- L/TL- Basmodellen med enports Solex förgasare (845-1108 cc, 36-44hp)
- GTL- Samma motor som TL men lite mera utrustad
- TS- 1289-1397 cc motor med tvåports Weber förgasare (64hp, 61 i 1.4-litersvarianten)
- GTS- Sportigare variant av TS med 5 växlar (TS fick 5 växlar 1983 när 1397cc motorn introducerades).
- Alpine en starkare variant med 1397cc motor med x-flow topplock och tvåports Weber förgasare (93hp)och 5 växlar.
- Alpine Turbo samma som Alpine men med Turbo (110hp)
- Renault 5 Turbo

## Andra generationen
Andra generationen av Renault 5 introducerades under 1985. Till skillnad ifrån föregångaren fick den tvärställd motor. Bilen baserades på plattformen från Renault 9. Den fanns som 3- eller 5-dörrars, där 5-dörrarsmodellen hade något längre hjulbas. Tredörrarsmodellen hade en liknande typ av dörrhandtag som föregångaren, men knappen på utsidan ersattes av en spak bakom dörrens kant. Femdörrarsmodellen hade mer konventionella dörrhandtag. 
Modeller:
- TC/TL- Basmodellen med 956-1108 cc motor, (42-49hp)
- GTL, Automatic, TS and TSE - 1397cc motor (60-72hp)
- GTX/GTE- En sportigare version med skärmbreddare och en 1721cc motor (82-97hp) som den hade gemensamt med bland andra Volvo 460. Den starkare varianten, GTE, såldes i Sverige endast i tvådörrars version.
- Turbo- Tvådörrars variant med skärmbreddare och 1397cc motor med turbo (115-120hp)

## Renault 5 E-Tech electric
I februari 2024 lanserades en ny elbil med namnet Renault 5 E-Tech electric, som har designats med de tidigare Renault 5-modellerna som förlaga. Den är i praktiken en ersättare till Renault Zoe, och precis som den är det en elbil i småbilsklassen som konkurrerar i det lägre prissegmentet och som en stadsbil för kortare körsträckor.
Till att börja med erbjuds bilen med 120 hk motor och 40 kWh batteri eller 150 hk och 52 kWh i olika utrustningsnivåer. Räckvidden är 312 respektive 410 km och batteriet kan laddas med 11 kW vid AC-laddning och 80 respektive 100 kW vid snabbladdning. Med en adapter (som inte följer med vid köpet) kan man använda bilens batteri för att leverera el till verktyg och belysning (V2L) och den är även förberedd för att återmata el till elnätet (V2G) eller strömförsörja huset vid ett strömavbrott.